# Tawrijsk
Tawrijsk (ukrainisch Таврійськ; russisch Таврийск Tawrisk) ist eine Stadt in der südukrainischen Oblast Cherson am rechten Ufer des Flusses Dnepr. Die Stadt mit 10.360 Einwohnern (2020) liegt zwischen der im Osten angrenzenden Stadt Nowa Kachowka und dem nördlich angrenzenden Dorf Malokachowka, 10 Kilometer südwestlich von Kachowka und 64 Kilometer nordöstlich der Oblasthauptstadt Cherson.
Durch Tawrijsk verläuft die Regionalstraße P–47.

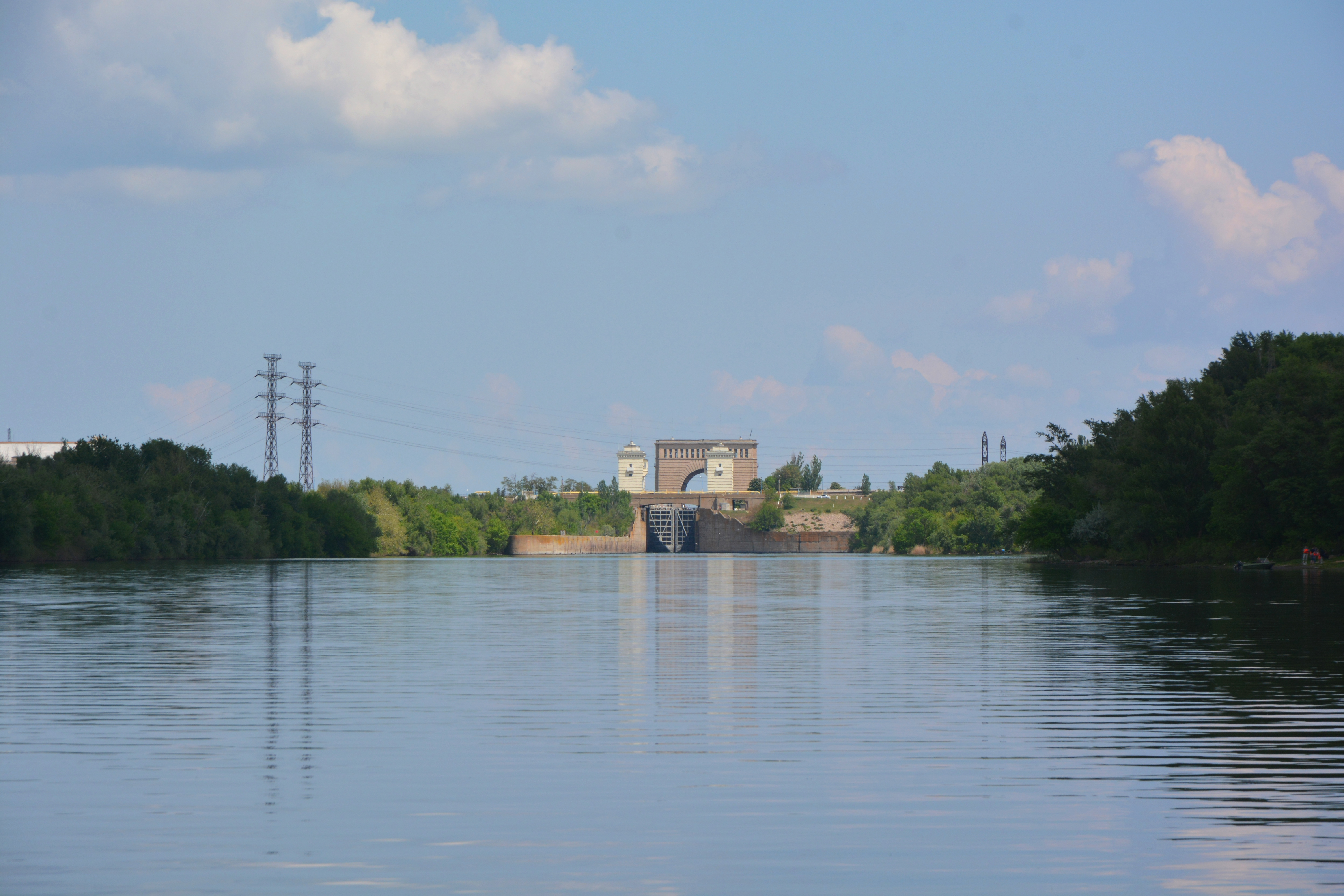
Stauwehr am Kachowkaer Stausee

Die Stadt entstand als Siedlung und Teil von Nowa Kachowka am Kachowkaer Stausee und liegt an der Mündung des Nord-Krim-Kanals in den Stausee. Am 2. März 1983 wurde sie aus Nowa Kachowka ausgegliedert und als eigenständige Stadt gegründet.
Nach dem russischen Überfall auf die Ukraine am 24. Februar 2022 wurde der Ort Ende Februar von russischen Truppen besetzt.

## Verwaltungsgliederung
Am 7. September 2016 wurde die Stadt zum Zentrum der neugegründeten Stadtgemeinde Tawrijsk (ukrainisch Таврійська міська громада/Tawrijska miska hromada), zu dieser zählten auch noch die Dörfer Kamjanka, Serhijiwka, Tscherwone Podillja und Zukury sowie die Ansiedlung Plodowe, bis dahin bildete sie zusammen mit der Ansiedlung Plodowe die gleichnamige Stadtratsgemeinde Tawrijsk (Таврійська міська рада/Tawrijska miska rada) als Teil der Stadtgemeinde Nowa Kachowka.
Am 12. Juni 2020 kamen noch die Dörfer Nowokamjanka und Tschornjanka zum Gemeindegebiet.
Seit dem 17. Juli 2020 ist sie ein Teil des Rajons Kachowka.
Folgende Orte sind neben dem Hauptort Tawrijsk Teil der Gemeinde:
| Name                     | Name            | Name                                    |
| ukrainisch transkribiert | ukrainisch      | russisch                                |
| ------------------------ | --------------- | --------------------------------------- |
| Kamjanka                 | Кам’янка        | Каменка (Kamenka)                       |
| Nowokamjanka             | Новокам’янка    | Новокаменка (Nowokamenka)               |
| Plodowe                  | Плодове         | Плодовое (Plodowoje)                    |
| Serhijiwka               | Сергіївка       | Сергеевка (Sergejewka)                  |
| Tscherwone Podillja      | Червоне Поділля | Червоное Подолье (Tscherwonoje Podolje) |
| Tschornjanka             | Чорнянка        | Чернянка (Tschernjanka)                 |
| Zukury                   | Цукури          | Цукуры                                  |